# Ördögi angyal
Ördögi angyal è il secondo album di studio della cantante pop rock ungherese Magdolna Rúzsa. Il CD ha venduto più di 36 000 copie in Ungheria ed è stato certificato doppio disco di platino. Da esso sono state estratte tre canzoni come singoli, che sono riuscite tutte ad entrare nella top 10 ungherese.
Il titolo dell'album in ungherese significa Angelo diabolico. Il disco ha debuttato direttamente alla posizione numero 1 della classifica ungherese Mahasz. Il primo singolo, Aprócska blues, è la versione ungherese del brano presentato all'Eurovision Song Contest da Magdolna Rúzsa in rappresentanza del suo Paese.

## Tracce
1. Aprócska blues – 2:59
2. Csak a zene – 4:55
3. Hip-hop – 3:43
4. Nem vagyok jó neked – 2:56
5. Új nap – 3:07
6. Eltévedt idegen – 4:22
7. Ciki ez a helyzet – 3:22
8. Álomangyal – 3:45
9. Szembejövő sáv – 2:57
10. Nem baj – 2:40
11. Nekem nem szabad – 3:33
12. Még egy dal – 3:44
13. A sors a neved – 4:13
14. Vigyázz a madárra – 4:38

## Classifiche
| Classifica (2006) | Posizione massima |
| ----------------- | ----------------- |
| Ungheria          | 1                 |